# Dasysternum tibetanam
Dasysternum tibetanam är en fjärilsart som beskrevs av Otto Staudinger 1895. Dasysternum tibetanam ingår i släktet Dasysternum och familjen nattflyn. Inga underarter finns listade i Catalogue of Life.